# Tingstads socken
Tingstads socken i Östergötland ingick i Lösings härad (före 1890 även del i Björkekinds härad), uppgick 1952 i Norrköpings stad och området ingår sedan 1971 en del av Norrköpings kommun i Östergötlands län, från 2016 inom Vrinnevi distrikt och Tingstads distrikt.
Socknens areal är 23,16 kvadratkilometer, varav 22,00 land. År 2000 fanns här 4 746 invånare. En del av tätorten Norrköping, tätorten Åselstad samt kyrkbyn Tingstad med sockenkyrkan Tingstads kyrka ligger i denna socken. 

## Administrativ historik
Tingstads socken har medeltida ursprung. 
Från Västra Husby socken i Hammarkinds härad flyttades 1/4 mantal Djurstorp med lägenheten Svartkärret, först 1 november 1856 enbart avseende kyrkosocknen, från 1888 helt. Före 1890 räknades till Björkekinds härad och Tåby socken i civilt hänseende 2 mantal Alm.
Vid kommunreformen 1862 övergick socknens ansvar för de kyrkliga frågorna till Tingstads församling och för de borgerliga frågorna till Tingstads landskommun. Landskommunen inkorporerades 1952 i Norrköpings stad som 1971 uppgick i Norrköpings kommun. Församlingen uppgick 2010 i Norrköpings S:t Johannes församling.
1 januari 2016 inrättades distrikten Tingstad och Vrinnevi, med samma omfattning som motsvarande församlingar hade 1999/2000 och fick 1992, och vari detta sockenområde ingår.
Socknen har tillhört samma fögderier och domsagor som Lösings härad. De indelta soldaterna tillhörde  Första livgrenadjärregementet, Östanstångs kompani och Andra livgrenadjärregementet, Liv-kompaniet.

## Geografi
Tingstads socken ligger sydost om Norrköping på västra delen av Vikbolandet. Socknen är en småkuperad slättbygd med skogsmark i väster.

## Fornlämningar

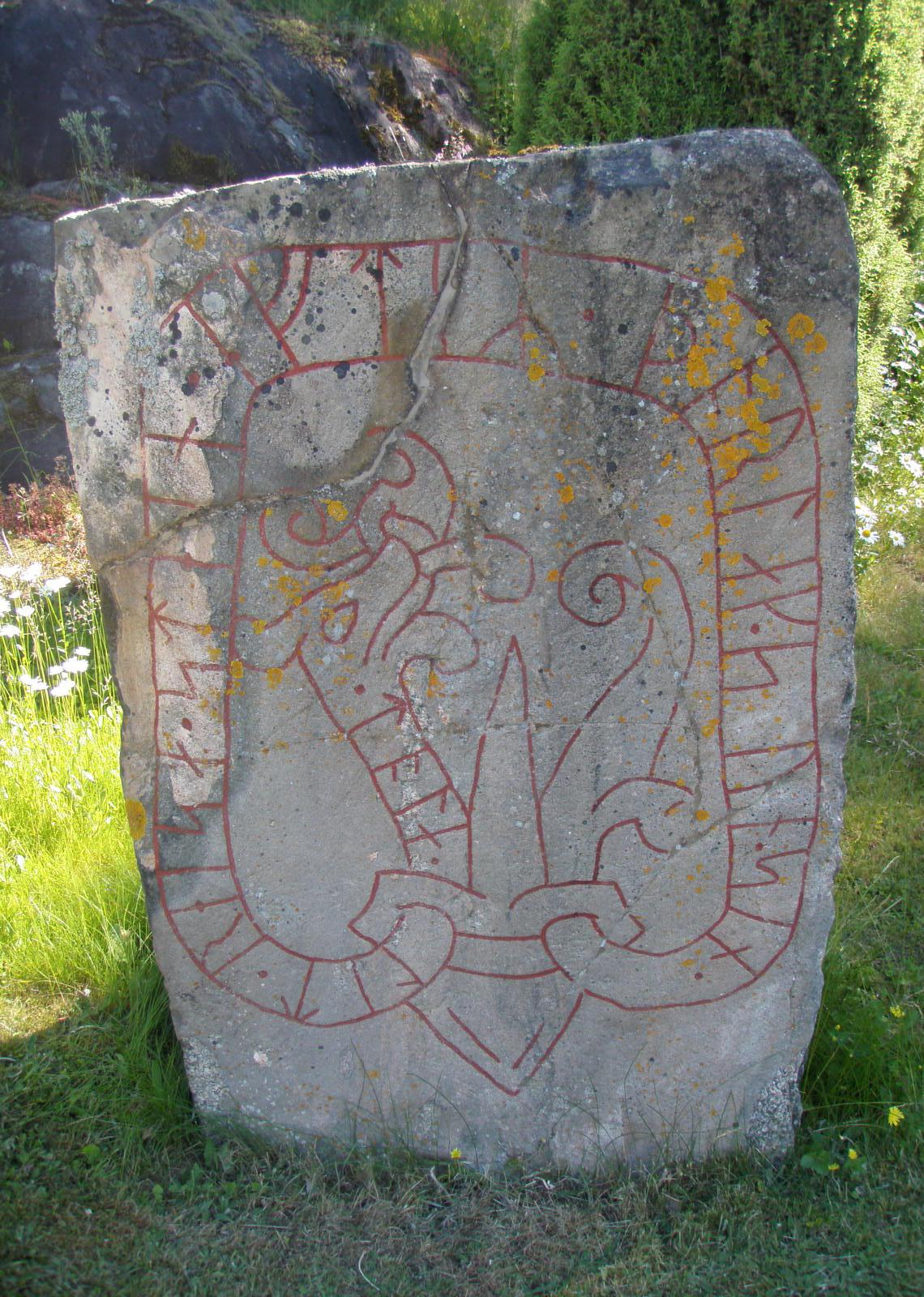
Östergötlands runinskrifter 156 vid kyrkan

Kända från socknen är en hällristning, flera gravrösen och skärvstenshögar från bronsåldern samt 33 gravfält, tio kilometer av stensträngar och tre fornborgar från järnåldern. Tre runristningar är kända, alla vid kyrkan.

## Namnet
Namnet (1331 Thingstath) kommer från prästgården. Namnet innehåller thing(s)stadher, 'tingplats' syftande på ett sådant här, troligen häradets äldsta.

### Fotnoter
1. 1 2  Svensk Uppslagsbok andra upplagan 1947–1955: Tingstad socken
2. 1 2  Harlén, Hans; Harlén Eivy (2003). Sverige från A till Ö: geografisk-historisk uppslagsbok. Stockholm: Kommentus. Libris 9337075. ISBN 91-7345-139-8
3. ↑  Kyrkoarkivet för  Tingstads socken – Nationella arkivdatabasen, Riksarkivet
4. ↑  ”Församlingar”. Statistiska centralbyrån. https://www.scb.se/hitta-statistik/regional-statistik-och-kartor/regionala-indelningar/forsamlingar/. Läst 30 december 2022.
5. ↑  Administrativ historik för Tingstad socken (Klicka på församlingsposten). Källa: Nationella arkivdatabasen, Riksarkivet.
6. ↑  ”Karta över Lösings härad från 1868”. Arkiverad från originalet den 3 oktober 2017. https://web.archive.org/web/20171003142559/http://kartavdelningen.sub.su.se/images/Ek/E/E-Losing/openlayers.html. Läst 13 april 2018.
7. 1 2  Sjögren, Otto (1931). Sverige geografisk beskrivning del 2 Östergötlands, Jönköpings, Kronobergs, Kalmar och Gotlands län. Stockholm: Wahlström & Widstrand. Libris 9939
8. 1 2  Nationalencyklopedin
9. ↑  Fornlämningar, Statens historiska museum: Tingstads socken
10. ↑  Fornminnesregistret, Riksantikvarieämbetet: Tingstads socken Fornminnen i socknen erhålls på kartan genom att skriva in sockennamn (utan "socken") i "Ange geografiskt område"
11. ↑  Mats Wahlberg, red (2003). Svenskt ortnamnslexikon. Uppsala: Institutet för språk och folkminnen. Libris 8998039. ISBN 91-7229-020-X. https://isof.diva-portal.org/smash/get/diva2:1175717/FULLTEXT02.pdf